# طواف إيطاليا 2016
طواف إيطاليا 2016 هو سباق دراجات هوائية أقيم بتاريخ 6 مايو – 29 مايو 2016، تكون السباق من 21 مرحلة وامتدّ لمسافة 3463.15 كم. فاز به الإيطالي فينتشينزو نيبالي وحلّ ثانيا الكولومبي استيبان تشافيس بينما حصل على المركز الثالث الإسباني أليخاندرو بالبيردي.

## الترتيب
| م                     | الدرّاج             | البلد    | الزمن |
| --------------------- | ------------------ | -------- | ----- |
| الفائز بالترتيب العام | فينتشينزو نيبالي   | إيطاليا  |       |
| الثاني                | استيبان تشافيس     | كولومبيا |       |
| الثالث                | أليخاندرو بالبيردي | إسبانيا  |       |
| التسلق                | ميكيل نييف         | إسبانيا  | -     |

## المراحل
| المرحلة    | التاريخ | الدورة                                  | type                  | المسافة (كم) | الفائز بالمرحلة      | القائد العام      |
| ---------- | ------- | --------------------------------------- | --------------------- | ------------ | -------------------- | ----------------- |
| المرحلة 1  | 6 مايو  | أبلدورن – أبلدورن                       | مرحلة سباق الزمن فردي | 9٫8          | توم دومولين          | توم دومولين       |
| المرحلة 2  | 7 مايو  | آرنم – نايميخن                          | مرحلة مستوية          | 190          | مارسيل كيتل          | توم دومولين       |
| المرحلة 3  | 8 مايو  | نايميخن – آرنم                          | مرحلة مستوية          | 190          | مارسيل كيتل          | مارسيل كيتل       |
| المرحلة 4  | 10 مايو | قطنصار – برايا ماري                     | مرحلة متوسطة          | 200          | دييغو يليسي          | توم دومولين       |
| المرحلة 5  | 11 مايو | برايا ماري – بنبنت                      | مرحلة التلال          | 233          | أندريه جريبيل        | توم دومولين       |
| المرحلة 6  | 12 مايو | Ponte, Campania ‏ – روكاراسو             | مرحلة متوسطة          | 157          | تيم فيلانز           | توم دومولين       |
| المرحلة 7  | 13 مايو | سولمونا – فولينيو                       | مرحلة مستوية          | 211          | أندريه جريبيل        | توم دومولين       |
| المرحلة 8  | 14 مايو | فولينيو – أرِتسَة                         | مرحلة متوسطة          | 186          | جيانلوكا برامبيلا    | جيانلوكا برامبيلا |
| المرحلة 9  | 15 مايو | رادا في شيانتي – جريف في شيانتي         | مرحلة سباق الزمن فردي | 40٫5         | بريمو روغيليتش       | جيانلوكا برامبيلا |
| المرحلة 10 | 17 مايو | كامبي بيزنسيو – سيستولا                 | مرحلة متوسطة          | 219          | جوليو سيكوني         | بوب جونهيلس       |
| المرحلة 11 | 18 مايو | مُودِنة – أسولو ( ايطاليا )               | مرحلة التلال          | 227          | دييغو يليسي          | بوب جونهيلس       |
| المرحلة 12 | 19 مايو | "نويل" – Bibione ‏                       | مرحلة مستوية          | 182          | أندريه جريبيل        | بوب جونهيلس       |
| المرحلة 13 | 20 مايو | بالمانوفا – تشفيدالي ديل فريولي         | مرحلة متوسطة          | 170          | ميكيل نييف           | أندريه أمادور     |
| المرحلة 14 | 21 مايو | Farra d'Alpago ‏ – Corvara, South Tyrol ‏ | مرحلة جبلية           | 210          | استيبان تشافيس       | ستيفن كرويسفيك    |
| المرحلة 15 | 22 مايو | كاستلروث – Seiser Alm ‏                  | مرحلة تسلق الجبل زمني | 10٫8         | Alexander Foliforov ‏ | ستيفن كرويسفيك    |
| المرحلة 16 | 24 مايو | بريكسن – أندالو ‏                        | مرحلة جبلية           | 132          | أليخاندرو بالبيردي   | ستيفن كرويسفيك    |
| المرحلة 17 | 25 مايو | Molveno ‏ – كاسانو دادا                  | مرحلة مستوية          | 196          | روجر كلوجه           | ستيفن كرويسفيك    |
| المرحلة 18 | 26 مايو | موجيتش – بينيرولو                       | مرحلة متوسطة          | 244          | ماتيو ترينتين        | ستيفن كرويسفيك    |
| المرحلة 19 | 27 مايو | بينيرولو – Risoul ‏                      | مرحلة جبلية           | 162          | فينتشينزو نيبالي     | استيبان تشافيس    |
| المرحلة 20 | 28 مايو | Guillestre ‏ – فيناديو                   | مرحلة جبلية           | 134          | Rein Taaramäe        | فينتشينزو نيبالي  |
| المرحلة 21 | 29 مايو | كُونِيَة – تورينو                          | مرحلة مستوية          | 163          | نيكياس أرندت         | فينتشينزو نيبالي  |

## روابط خارجية
- طواف إيطاليا 2016 على موقع إحصائيات الدراجات الإحترافية (الإنجليزية)